# Trichogramma kilinceri
Trichogramma kilinceri är en stekelart som beskrevs av Bulut och Kilincer 1991. Trichogramma kilinceri ingår i släktet Trichogramma och familjen hårstrimsteklar.
Artens utbredningsområde är Turkiet. Inga underarter finns listade i Catalogue of Life.